# Reichsbahndirektion Schwerin
Die Reichsbahndirektion Schwerin war ein Verwaltungsbezirk der Deutschen Reichsbahn.

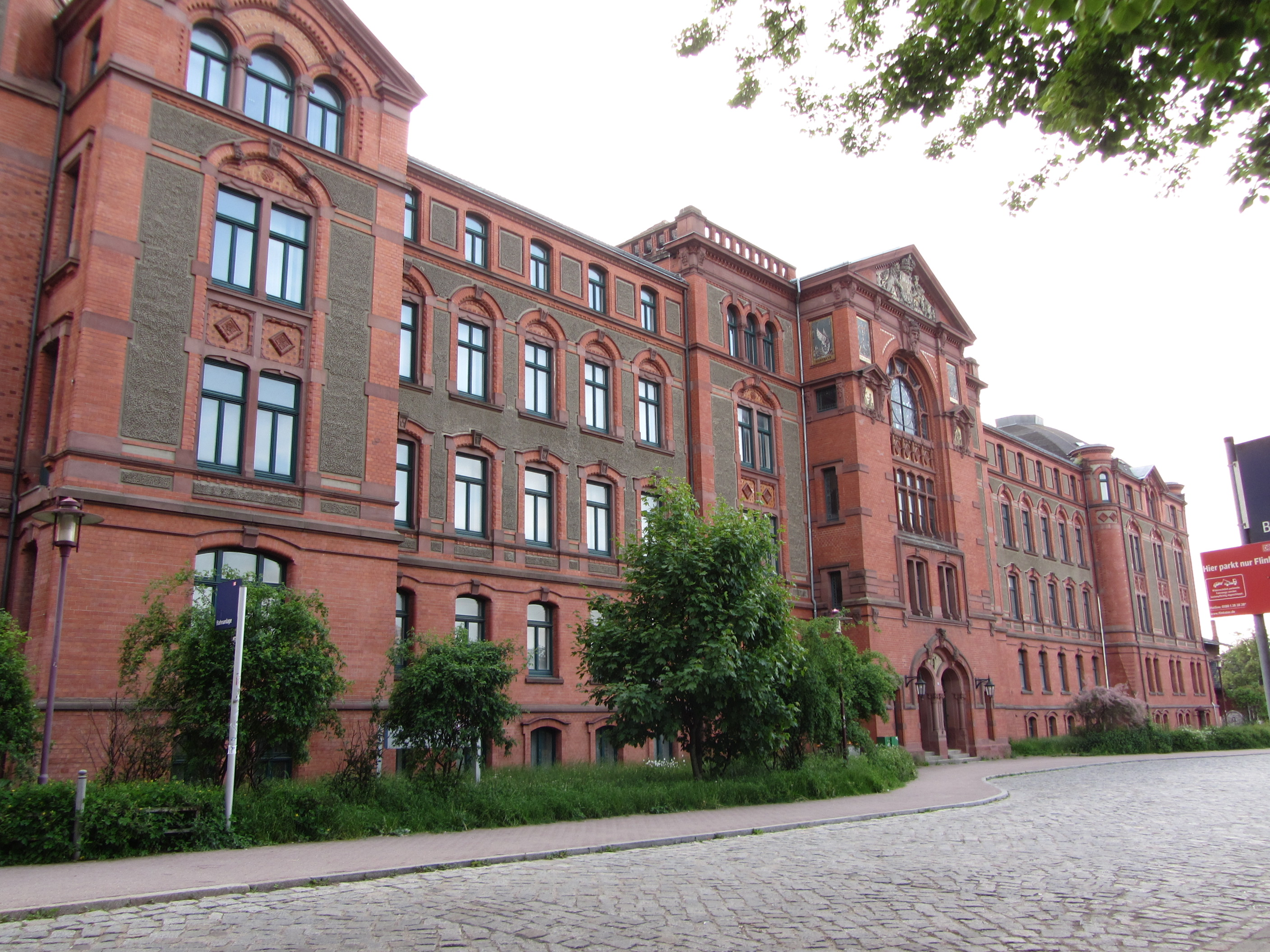
Gebäude der Rbd Schwerin

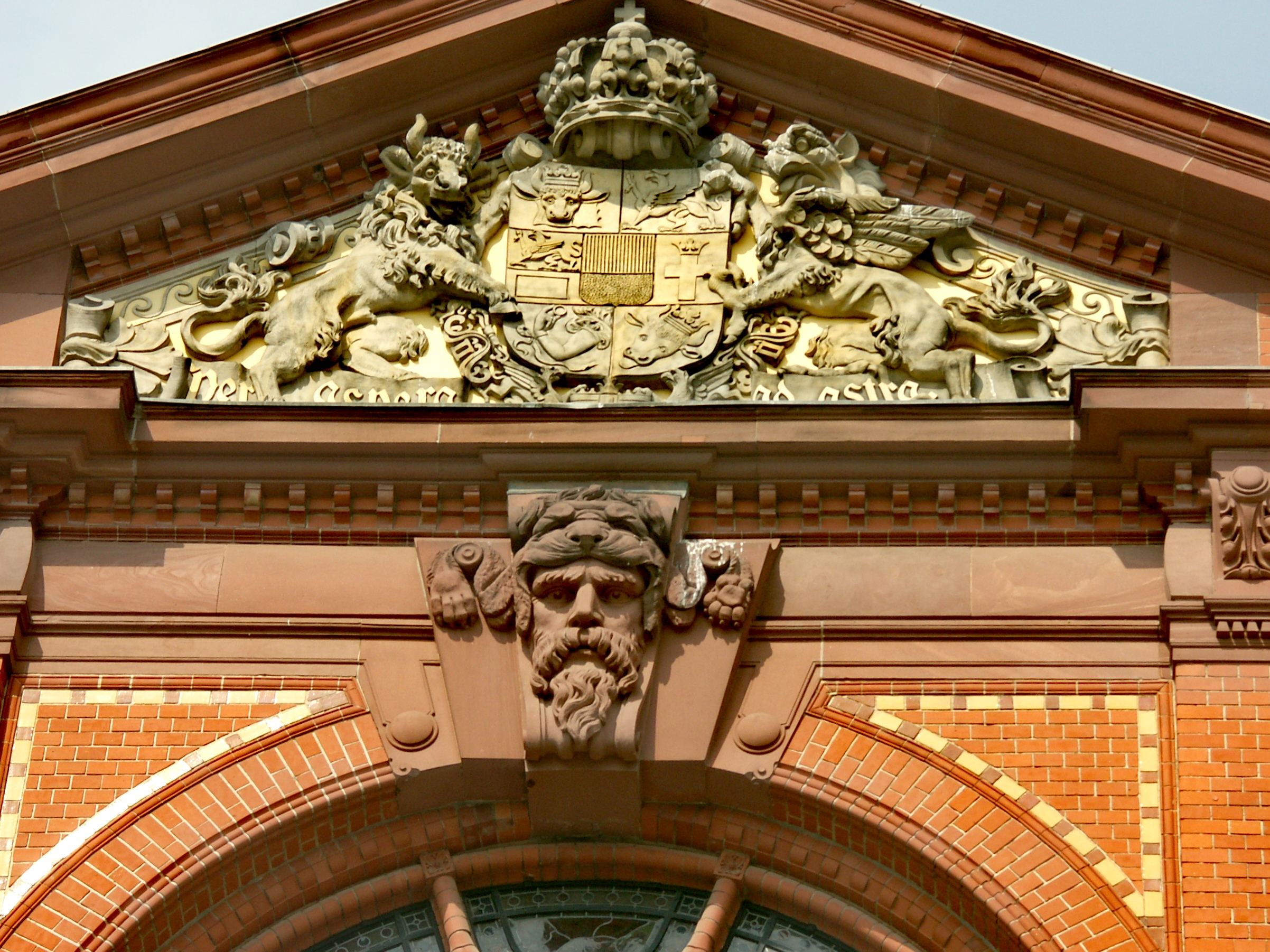
Wappen von Mecklenburg am Portal der Reichsbahndirektion Schwerin

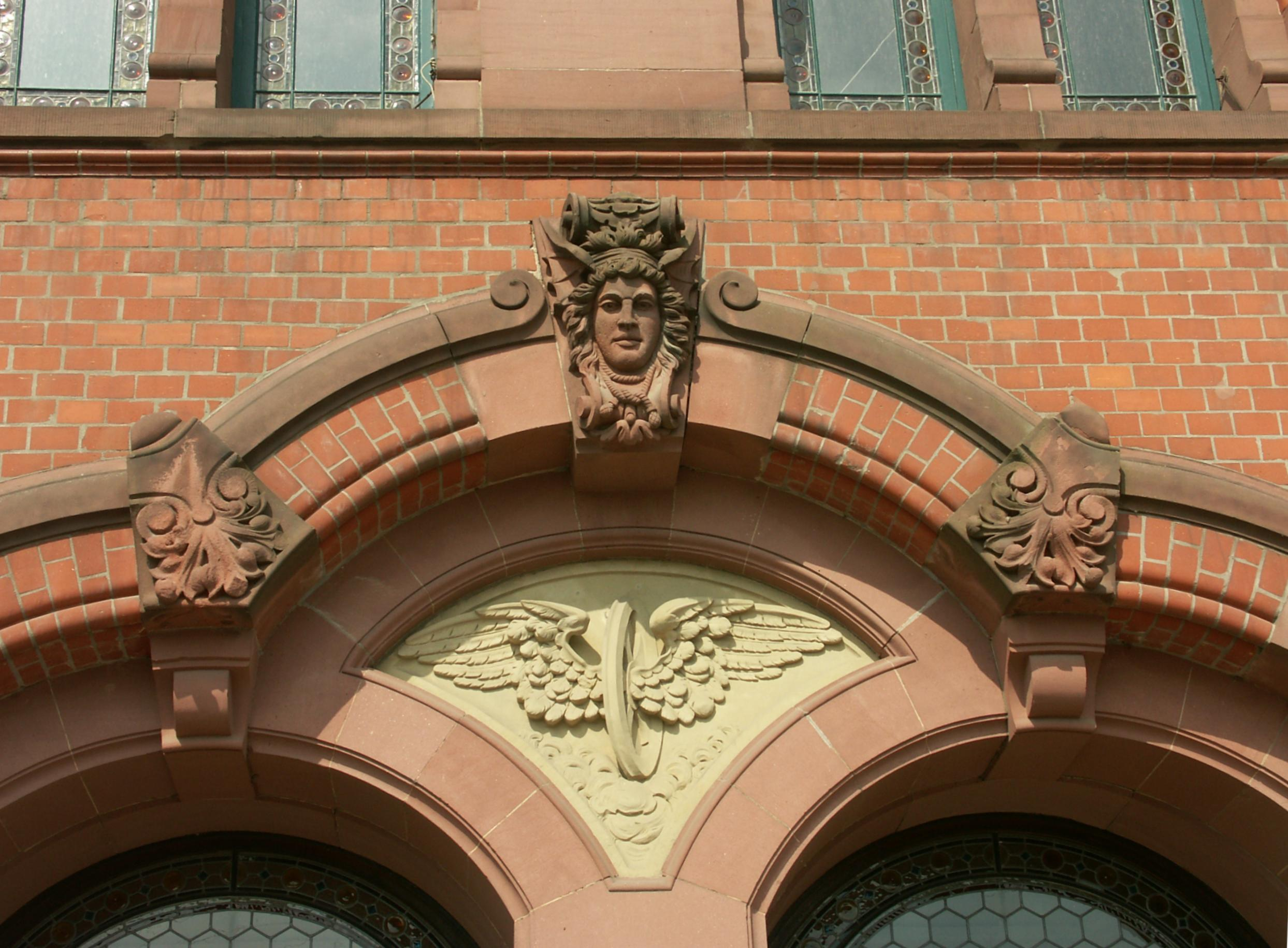
Eisenbahnflügelrad Eingangstür Rbd Schwerin

## Vorläuferorganisation
Die Eisenbahndirektion Schwerin entstand 1889 als Großherzogliche General-Eisenbahn-Direction (GGED). Sie war die oberste Verwaltungsbehörde der Großherzoglich Mecklenburgischen Friedrich-Franz-Eisenbahn.
Nach der Novemberrevolution hieß sie einfach Eisenbahndirektion der nunmehr Mecklenburgische Landeseisenbahn genannten Staatsbahn.

## Geschichte

### 1920–1945

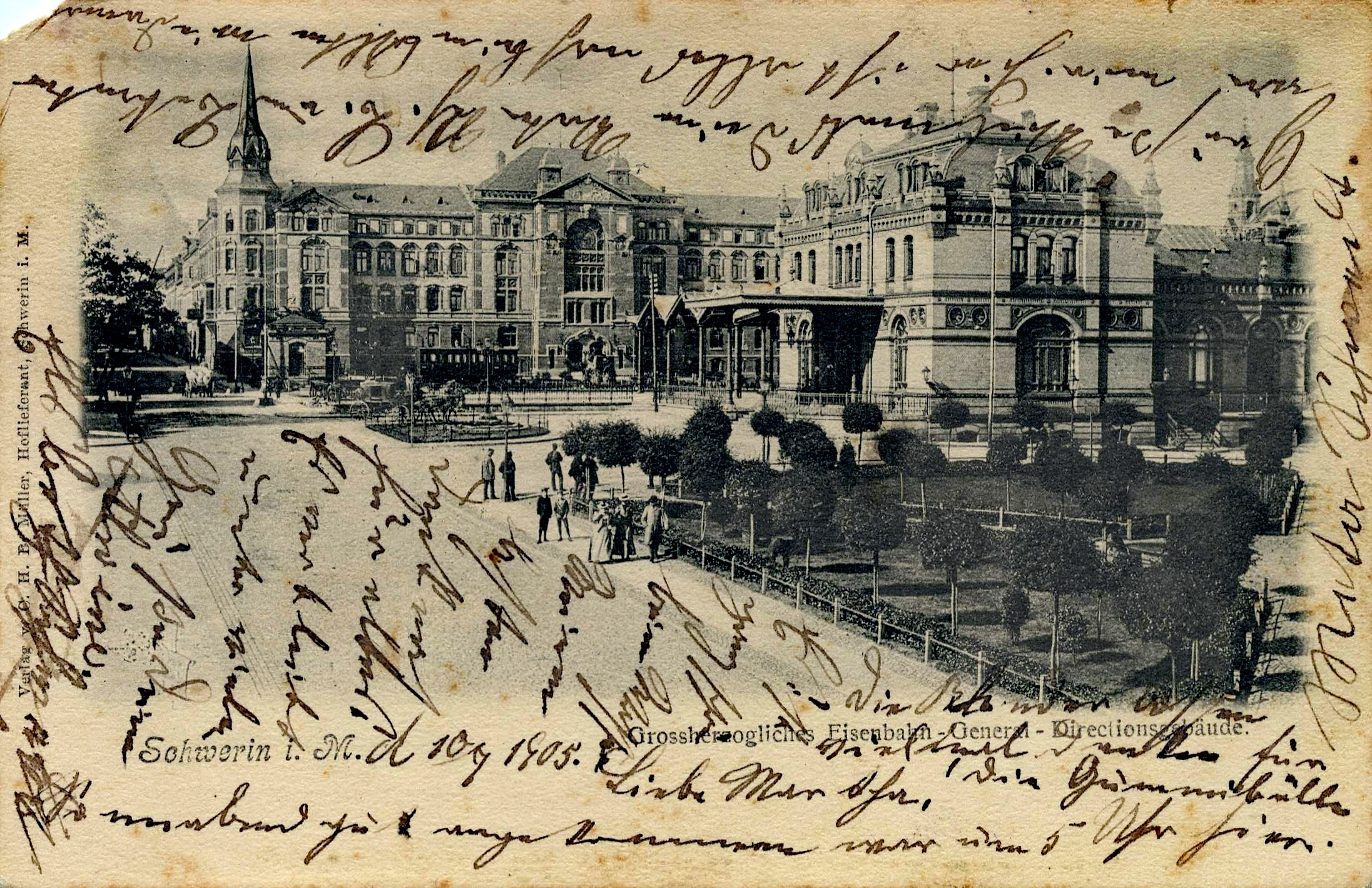
Eisenbahn-General-Direktion Schwerin u. Bahnhof 1905

Nach Abschluss des Staatsvertrages über die Bildung der Reichseisenbahnen und dem Übergang der Eisenbahn von Mecklenburg(-Schwerin) auf das Deutsche Reich galt ab dem 26. April 1920 die Bezeichnung Eisenbahndirektion Schwerin (ED) und ab dem 6. Juli 1922 Reichsbahndirektion Schwerin (Rbd) der Deutschen Reichsbahn.
Bedeutende Strecken waren in diesem Zeitabschnitt:
- die Strecke Rostock – Bad Kleinen – Schwerin – Hagenow Land
- die Strecke Lübeck – Bad Kleinen – Güstrow – Neubrandenburg (– Stettin)
- die Strecke der ehemaligen Lloyd-Bahn (Dänemark –) Warnemünde – Rostock – Neustrelitz

Am 1. Januar 1938 erfolgte eine Übernahme der Strecken der verstaatlichten Lübeck-Büchener Eisenbahn (LBE) mit Ausnahme des Streckenabschnitts Hamburg – Bad Oldesloe.

### 1945–1994
Nach dem Zweiten Weltkrieg erfolgte am 2. Juli 1945 die Wiederaufnahme der Direktionstätigkeit unter der Regie der Sowjetischen Militäradministration.
Im Juli (oder September?) 1945 wurden die westlich der Demarkationslinie (Zonengrenze) gelegenen Streckenteile an die Rbd Hamburg abgegeben. Im Gegenzug erfolgte am 1. Oktober 1945 die Übernahme von nördlich der Elbe und östlich der Demarkationsgrenze gelegenen Strecken von der Rbd Hamburg, die kurzzeitig einer nur einen Monat bestehenden Rbd Wittenberge untergeordnet waren.
Am 6. Oktober 1945 wurden Teilstrecken an die Rbd Greifswald mit den Bw Neubrandenburg und Waren (Müritz) abgegeben.
Im Oktober 1949 erfolgte die politisch veranlasste Übernahme zahlreicher Klein- und Privatbahnen im Gebiet der Direktion.
Mit Renate Fölsch wirkte in der Zeit von 1975 bis 1982 als Vizepräsidentin und von 1982 bis 1990 als Präsidentin erstmals in der DDR und nach der Wende in Deutschland eine Frau als Präsidentin einer Reichsbahndirektion.
Im Oktober 1989 wurde in der Rbd-Haus ein „Runder Tisch“ von Oppositionellen gegründet. Die Forderungen des Runden Tisches an die Hausleitung, die führende, dominante Politabteilung der SED zu entwaffnen und abzusetzen, verwirklichte die Präsidentin und Volkskammerabgeordnete Renate Fölsch. Die Politabteilung unter Führung eines Genossen Kleindienst wurde ihrer Befugnis enthoben und die Parteileitung des SED im Rbd-Haus wurde aufgelöst. Im Vorfeld der politischen Wende kam es bereits nach dem 4. Juni 1989, der gewaltsamen Niederschlagung der Proteste in Peking zu zwei Befehlsverweigerungen bei einer Kampfgruppenübung mit dem Thema Sperren und Räumen von Plätzen auf dem ehemaligen Übungsgelände der Kampfgruppen in Sternberg. Am 23. Oktober 1989 kam es erneut zur Verweigerung von sechs Kämpfern der Kampfgruppenhundertschaft 410 wegen der Durchführung von Maßnahmen gegen die friedlichen Demonstrationen des Neuen Forum in Schwerin. Der Dienstbetrieb lief trotz der politischen Unruhen diszipliniert und geordnet weiter.
Am 15. Oktober 1990 wurde der Bereich der bisherigen Rbd Greifswald (ehemaliger Teil der Rbd Stettin) vollständig der Direktion Schwerin zugeordnet.
Am 1. Januar 1994 erfolgte die Auflösung und Aufteilung in neu geschaffene Regionalbereiche im Zuge der Bahnreform. Gleichzeitig mit der Privatisierung der DB und DR wurde eine neue staatliche Aufsichtsbehörde für die Eisenbahnen des Bundes gegründet. Einige kompetente, zuvor von der Gauck-Behörde überprüfte Mitarbeiter der ehemaligen Reichsbahndirektion wurden in das Eisenbahn-Bundesamt, in die Außenstelle Schwerin, übernommen und berufen. Unter ihnen waren auch zwei Mitglieder des Runden Tisches.

## Politische Struktur nach 1945
- Politabteilung der Rbd
- Parteileitung SED Rbd-Haus
- Betriebsgewerkschaftsleitung Rbd-Haus
- Kampfgruppenhundertschaft Rbd-Haus

## Orden, Auszeichnungen, Abzeichen
- Abzeichen der Bestenbewegung des Rbd-Bezirkes Schwerin
- Wimpel 20. Jahrestag für die Kampfgruppenhundertschaft der Rbd Haus

## Dienststrukturen nach 1945
Allem vorgesetzt war die Politabteilung der Rbd (diese war der Politischen Hauptverwaltung der DR in Berlin unterstellt). Sie hatte keine „eigentlichen“ Führungsaufgaben, nur Kontrollfunktionen und setzte die Forderungen der SED-Führung durch. 1953 wurde in der Rbd-Haus durch die Politabteilung eine Kampfgruppe gegründet, es entstand die 410. Hundertschaft der Kampfgruppen der Arbeiterklasse. Später stellten auch die Bahndienststellen Schwerins ein Verband der Kampfgruppe auf. Zur Bewaffnung gehörte Mot-Schützen-Ausrüstung. Die Ausrüstungskammer befand sich in der Dr.-Külz-Straße, die Waffen Panzer-Büchsen, Granaten, LMG, MPi und Pistolen befanden sich in den Waffenkammern der Transportpolizei.
Die Direktion wurde in Dienstzweige aufgeteilt:
Präsident mit dem Büro des Präsidenten
- Inspektion des Präsidenten
- Hauptabteilung I.
- Parteisekretär der SED
- Betriebsgewerkschaftsleitung des Freien Deutschen Gewerkschaftsbundes (FDGB) und seine Sozialeinrichtungen
- Presseabteilung des Präsidenten

Vizepräsident Betrieb, Triebfahrzeuge, Wagenwirtschaft, Bahnstrom mit

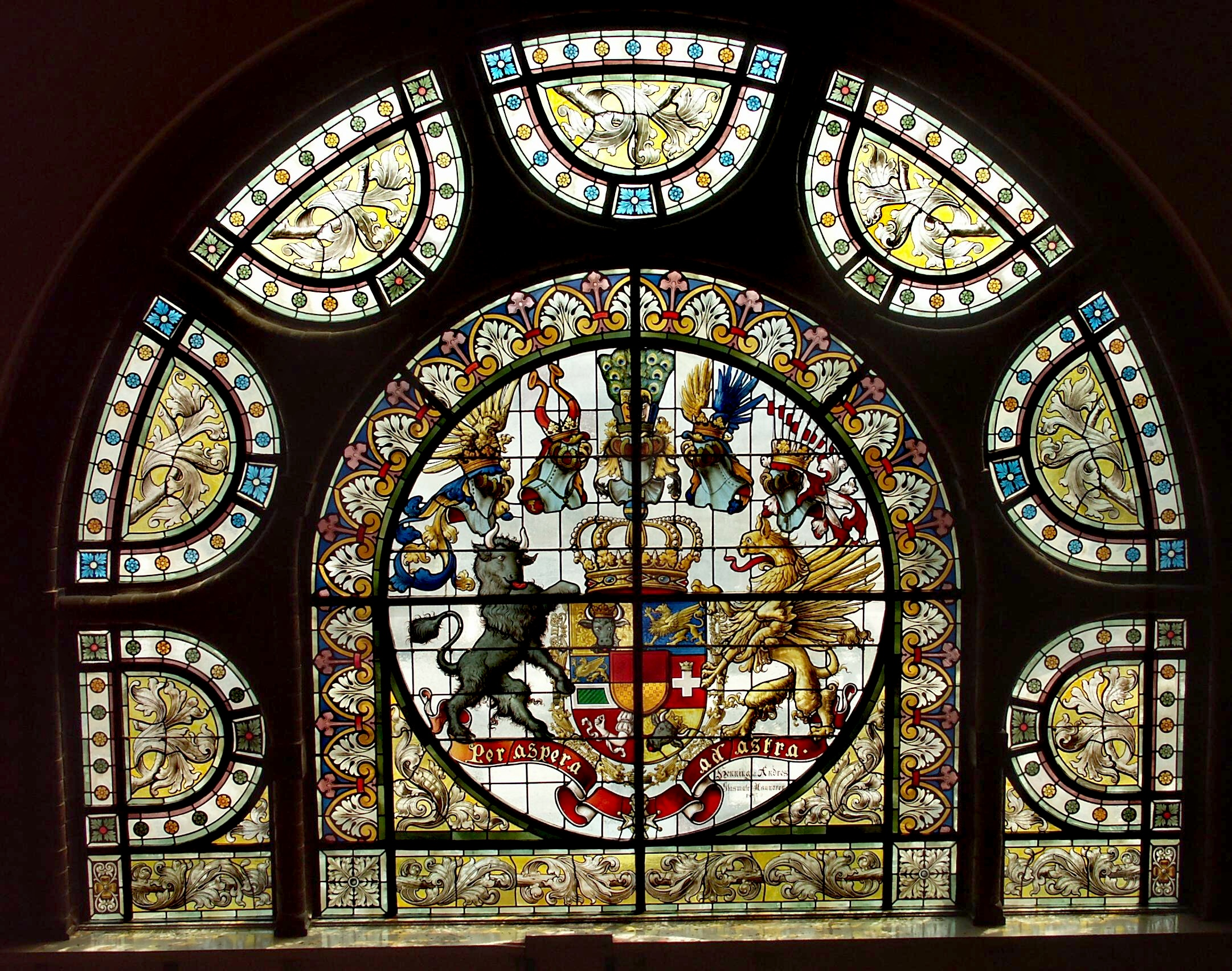
Landeswappen Mecklenburg, Bleiglasfenster im dritten Stock der Reichsbahndirektion Schwerin

Stab für operative Betriebsleitung der Rbd
mit dem temporären Arbeitsstab der Hauptdienstzweige (für Krisensituationen)
- Oberdispatcherleitung (Odl)
- Fahrplan
- Triebfahrzeugeinsatz

Verwaltung Maschinenwirtschaft
Abteilungen Triebfahrzeugdienst, Triebfahrzeugunterhaltung, Bahnstrom, Technische Anlagen
Die Infrastruktur für den Triebfahrzeugdienst, Rangiertechnik, Seeverkehr, Rettungstechnik, Güterverkehrsanlagen, Personenverkehr, Wägetechnik wurde von der Abt.Ta(Technische Anlagen), nachgeordnet in den Ta-Gruppen der Bw’e, bereitgestellt und instand gehalten. Die Investitionen und Rekonstruktionen wurden selbständig mit Hilfe von Bahn-Konstruktionsbüros (EVDR) vorbereitet.
- Tankanlagen, Dampflokbekohlungsanlagen, Besandungs- und Sandtrocknungsanlagen, Wasserkräne, Krananlagen, Hebezeuge für Hilfszugtechnik, Lastenaufzüge
- Gleiswaagen, Trinkwasserversorgungsanlagen, Anlagen zur betriebsinternen Mineralwasserherstellung, Druckerei- und Papierschneidemaschinen
- Flurförderfahrzeuge, Gabelstapler, Elektrokarren, Hebebühnen, Containerkrane und Containerstapelfahrzeuge(Painer), Eisenbahndrehkrane EDK 500 u. 1000, Raupenkrane RK 3
- Rangiertechnik, Gleisbremsen, Flurfördertechnik, Beidrückanlagen, Druckluftfüllanlagen für Züge, Drehscheiben, Drehwinkel
- Heizhäuser und Fernwärmeanlagen, Interims-Heizanlagen mit Dampflok, Schneepflüge, Schneeschleuder
- Trajektbrücken und Betankung von Eisenbahnfährschiffen
- Labor für betriebsinterne Kontrollen der Dienststellen

Die untergeordneten Dienststellen waren:
Bahnbetriebswerk (Bw), Kraftwagenbetriebswerk (Kbw), Starkstrommeisterei (Stm), Triebfahrzeugeinsatzstelle (Tst)
- Bw Schwerin mit Tst Bad Kleinen und Parchim
- Bw Rostock
- Bw Rostock Seehafen
- Bw Wismar
- Bw Güstrow mit Kraneinsatz EDK 1000 und Schneeschleuder
- Bw Wittenberge mit Triebfahrzeugeinsatzstelle Wittstock, Pritzwalk, Neustadt (Dosse), Meyenburg
- Bw Hagenow Land Tst Ludwigslust und Kranwerkstatt Hagenow
- Bw Neuruppin mit Flurförderzeugwerkstatt und Ausrüstungswerkstatt der Hilfszüge der DR
- Kbw Rostock
- Kbw-Außenstelle in Schwerin

Bahnstromwerke (Bsw)
- Rostock
- Schwerin

Verwaltung Wagenwirtschaft
mit Bahnbetriebswagenwerken (Bww) und Wagenausbesserungsstelle (Was)
- Bww Schwerin mit Was Hagenow-Land
- Bww Rostock

- Was Bützow

Verwaltung Betrieb und Verkehr
- Hauptbahnhof (Hbf)
- Bahnhof (Bf)
- Güterbahnhof (Gbf)
- Rangierbahnhof (Rbf)

Vizepräsident Anlagen mit Verwaltung Bahnanlagen
- Bahnmeistereien (Bm)

- Hochbaumeistereien (Hbm)
- Brückenbaumeistereien(Bbm)

Verwaltung der Signal- und Fernmeldeanlagen
- Signal- und Fernmeldemeistereien (Sfm)

- Vizepräsident Ökonomie u. Materialwirtschaft

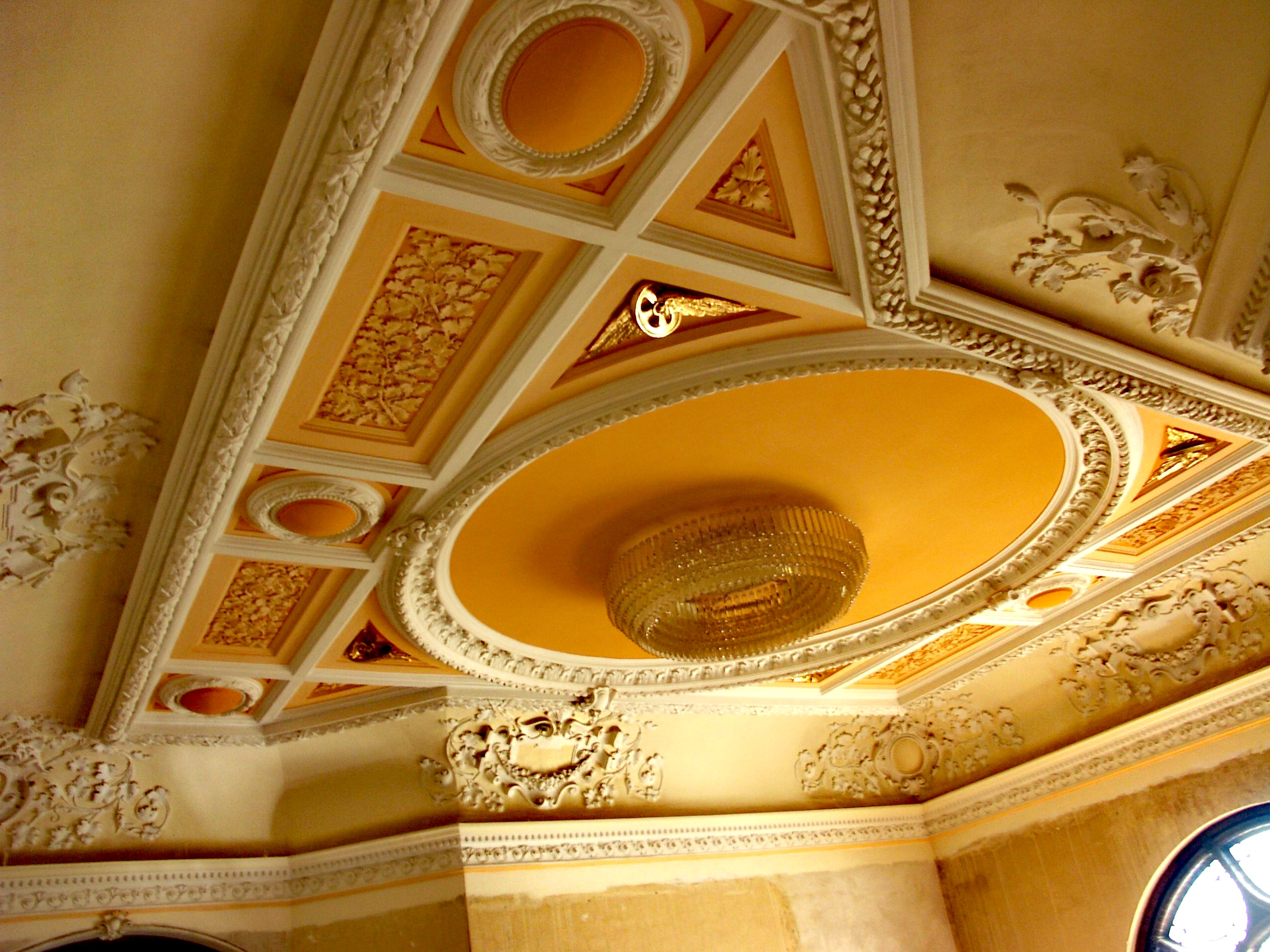
Stuckdecke mit Kronleuchter und vier Flügelrädern im Treppenaufgang, dritter Stock

  - Hauptbuchhaltung
  - Grundmittelbuchhaltung
  - Bahnhofskassen

- Rechtsabteilung Stuckdecke mit Kronleuchter und vier Flügelrädern im Treppenaufgang, dritter Stock
- Politabteilung Landeswappen Mecklenburg, Bleiglasfenster im dritten Stock der Reichsbahndirektion Schwerin
- Stab für operative Betriebsführung
- Abteilung Kader und Bildung
- Abteilung Arbeit, u. a. auch zuständig für Kinderferienlager der Rbd Haus in Plau am See (war auch Kampfgruppenobjekt)
- Abteilung Materialwirtschaft mit der Direktionsbeschaffungsstelle (Dbs), Dbs Schwerin u. Wittenberge
- Abteilung für Rationalisierung und Neurerwesen
- Hauptabteilung Investitionen mit Aufbauleitung Rostock-Seehafen
- Allgemeine Verwaltung
- Medizinischer Dienst, Human- und Vetärinärärzte
- Inspektion für Arbeits- und Produktionssicherheit (IAPS)
- Druckerei der Direktion Schwerin, sie druckte Bildfahrpläne, Fahrpläne, Betriebsbücher u. a. für die Deutsche Reichsbahn
- Hausverwaltung mit der Poststelle und der Pauserei

Reichsbahnamt (Rba)
- Rba Rostock
- Rba Güstrow
- Rba Wittenberge

## Direktor und Präsidenten
- Martin Dahse: von 1919 bis 1937, bis 1922 Direktor, anschließend Präsident
- Felix Müller: von 1937 bis 1945
- Hans Jess: von 1945 bis 1948
- Franz Schmidtke: 1948/49, anschließend Präsident der Reichsbahndirektion Berlin

- Bruno Schramm: von 1949 bis 1957
- Emil Hermann: 1957/58
- Karl-Heinz Bürger: von 1959 bis 1962, anschließend Präsident der Reichsbahndirektion Halle und später Reichsbahndirektion Dresden
- Friedrich Vieser: von 1962 bis 1965
- Martin Klemmt: 1965
- Joachim Buhlke: von 1965 bis 1982
- Renate Fölsch: von 1982 bis 1990
- Wolfhard Noack: vom 12. Oktober 1990 bis 1991
- Gerhard Schweinsberg: von 1991 bis 31. Oktober 1997

Am 1. Januar 1994 stellte die Reichsbahndirektion Schwerin als Verwaltung die Arbeit ein, der Verwaltungsapparat wurde in die Deutsche Bahn Aktiengesellschaft mit den Bereichen Nahverkehr, Fernverkehr, DB Cargo und Netz überführt.

## Lokomotiven
In der Vorkriegszeit kamen bei der Reichsbahndirektion Schwerin überwiegend leichte Lokomotiven zum Einsatz. So waren 1936 beispielsweise 37 Lokomotiven der Baureihe 9119 (ehem. Mecklenburgische T 4) und 35 Lokomotiven der Baureihe 754, 10–11 im Bestand. Grund für den Einsatz dieser Lokomotiven waren die im Vergleich zu anderen Verwaltungsbezirken geringere Zugdichte und die leichteren Züge. Der Gesamtbestand an Dampflokomotiven lag 1936 bei 222 Maschinen und stieg bis 1940 auf 234 Maschinen.
Während des Zweiten Weltkrieges wurden viele Lokomotiven an andere Standorte außerhalb von Mecklenburg verlegt. Gleichzeitig kamen fremde und beschädigte Lokomotiven in den Bestand. Ende 1947 waren 167 Fremdlokomotiven und 21 Schadlokomotiven im Bestand verzeichnet.
Nach dem Krieg wurden die Fremdlokomotiven wieder abgegeben und die Schadlokomotiven aufgearbeitet. Zudem kamen Neubaulokomotiven, wie insbesondere die Baureihe 2310 und Baureihe 5040, zur Reichsbahndirektion Schwerin. Ende der 1960er Jahre wurde dann begonnen, sämtliche Dampflokomotiven in Mecklenburg durch Diesellokomotiven zu ersetzen. Zu den neuen Diesellokomotiven im Verwaltungsbezirk Schwerin gehörten zunächst Rangierlokomotiven, wie etwa die Baureihe V 15 und die Baureihe V 60. Später kamen dann auch größere Diesellokomotiven (Baureihe V 180, Baureihe V 200 oder die Baureihe 130) hinzu. Der planmäßige Einsatz von Dampflokomotiven endete in Mecklenburg schließlich mit Ausmusterung der Baureihe 50 Mitte der 1980er Jahre.

## Das Gebäude der Reichsbahndirektion

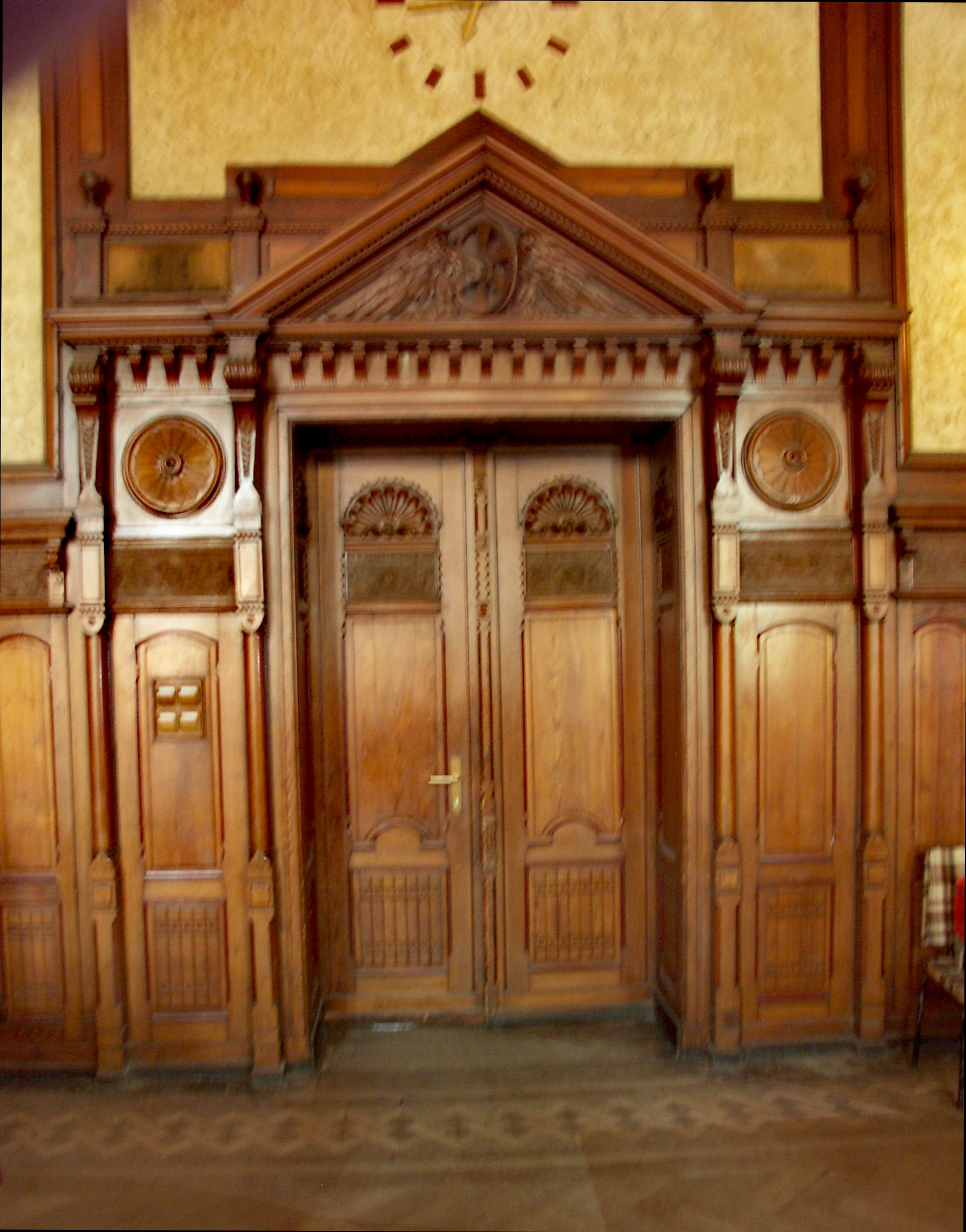
Vertäfelte Tür des Großen Sitzungssaals

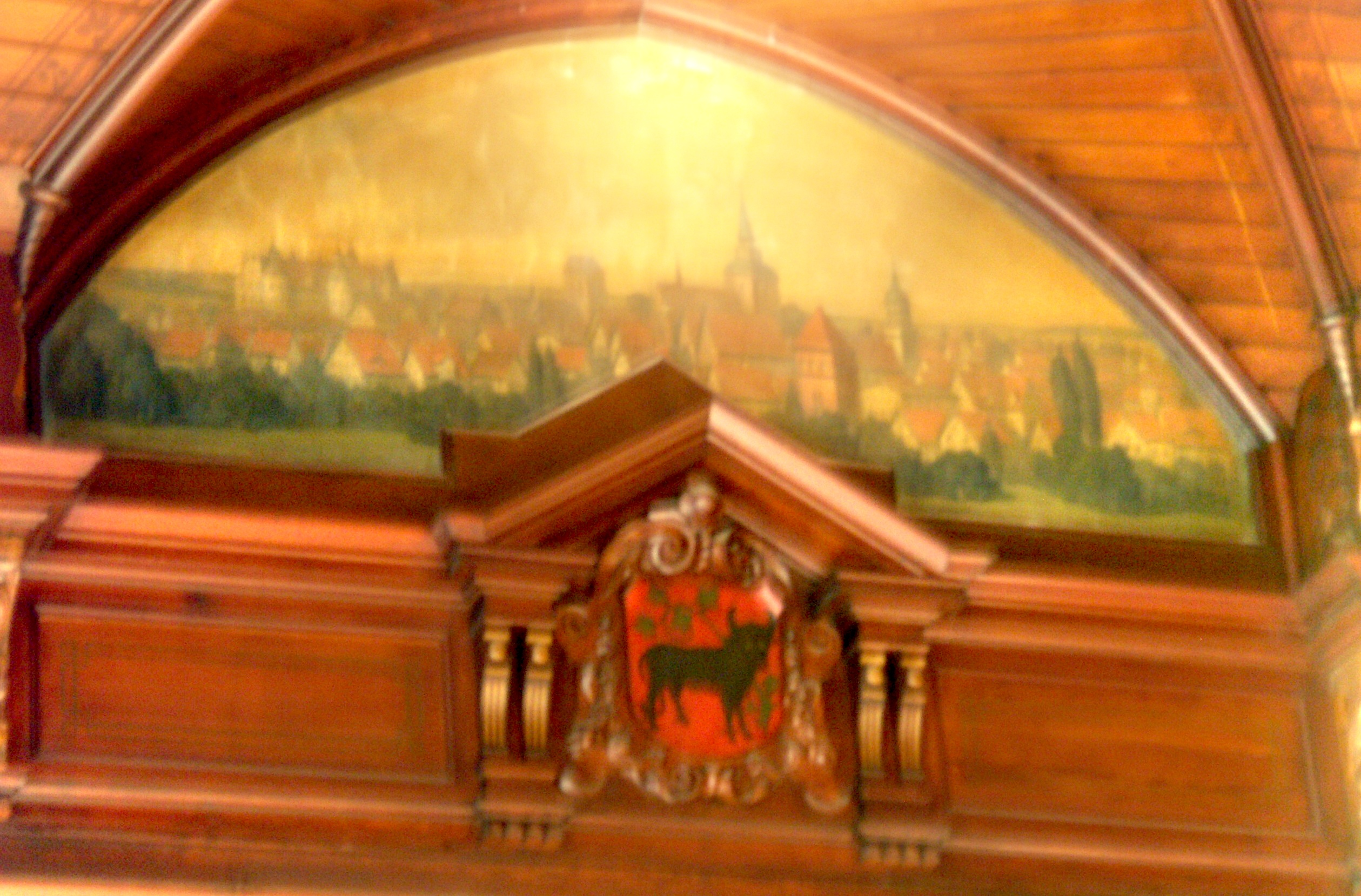
Deckengemälde von Güstrow im Großen Sitzungssaal

1896 bis 1898 entstand das Direktionsgebäude der mecklenburgischen Eisenbahnverwaltung unter Einbeziehung eines kleineren Vorgängerbaus. Das am 12. August 1898 eingeweihte Gebäude, dessen Erbauer der preußische Regierungsbaumeister Ernst Moeller war, wurde bis 1996 als Funktionsgebäude von ca. 800 Mitarbeitern zum Zweck der Führung von 23.000 Eisenbahnern der gesamten Eisenbahndirektion genutzt.
Es ist ein dreistöckiger roter Ziegelbau, ein mit klassizistischen Sandsteinornamenten verziertes ehemals zweitürmiges Flügelgebäude. 1922–1925 wurde ein vierstöckiger, die Fassade nicht beeinträchtigender, geputzter Ergänzungsbau angefügt.
Der dreistöckige Verwaltungsbau besaß im Keller eine Betriebsküche, einen Tresorraum (Stahltürdicke ca. 40 cm, hier lagerten früher Reichsbankreserven), mehrere Luftschutzräume mit einem Eingang in den Tiefbunker, der sich unter dem linken Vorplatz befand. In dem Tiefbunker, der 1940 gebaut wurde, konnte im Kriegsfall die Direktion weitergeleitet werden, alle Voraussetzungen waren in dem 225 m² großen Bunker mit 10 Räumen vorhanden. Der Bunker, der für 66 Personen ausgelegt war, wurde 2005 beseitigt.
Im Erdgeschoss war in der Eingangshalle die Reichsbahnsparkasse. Das repräsentative Treppenhaus mit Granitsäulen und breiten Treppen brachte den Besucher im ersten Stock in den großen Sitzungssaal. Ein hoher mit Holzvertäfelung und mit historischen Stadt-, Hafen- und Bahnhofsbildern vom Maler Friedrich Plog (1860–1940) verzierter bleiverglaster Raum. Ein Wappenfries aller Städte an der Mecklenburgischen Friedrich-Franz-Eisenbahn schließt die Wandvertäfelung zur Kassettendecke ab.
In derselben Etage, im gleichen Stil, befindet sich ein kleiner Sitzungsraum mit Verbindungstür zum Präsidentenzimmer, das früher einen schmiedeeisernen Balkon zum Vorplatz besaß.
Der zweite Stock hatte besondere Räume für einen Vizepräsidenten und die Politabteilung.
Einen Seitenflügel hatte 1945 die sowjetische Verkehrskommandantur in Beschlag genommen, sie regelte von hier aus ihre Militärtransporte.
Im Aufgang zum dritten Stock befindet sich ein mehrere Meter großes bleiverglastes Fenster mit dem herzoglichen Mecklenburger Wappen. Dieses größte Wappen von Mecklenburg wurde u. a. auf Forderung der Bürgerrechtler des Runden Tisches der Rbd im Herbst 1989 notgesichert und 1990 denkmalpflegerisch restauriert. Die Politgrößen der Arbeiterklasse hatten für diese Schönheiten keinen Sinn. Als Ergänzung zum Abschluss des Treppenhauses im dritten Stock wurde ein sehr aufwendig gefertigter Kristallkronleuchter aufgehängt. Gegenüber dem Treppenaufgang befand sich die Fachbibliothek der Direktion. Um das leibliche Wohl kümmerte sich die Betriebsküche im Keller des Hauses. Fast rund um die Uhr konnten Personale der Direktion und der Dienststellen und auch Fahrpersonale Essen empfangen. In den 80er Jahren wurde an der Dr.-Külz-Straße eine Betriebskantine mit einer Kegelbahn im Keller gebaut. Dieser Küchenbau wich der dort heute vorhandenen Außenstelle des Eisenbahn-Bundesamtes für Eisenbahnanlagen in MV.

## Sozialeinrichtungen der Rbd-Haus Schwerin am Standort Schwerin
Es gab verschiedene Kultureinrichtungen, so das Klubhaus der Eisenbahner, mit seinem Theodor-Körner-Ensemble (ehem. Leiter Hans Wegner), die Gewerkschaftsbibliothek und der Sportplatz der Eisenbahner, der BSG Lokomotive, auch Friesen-Sportplatz genannt.
Ein Teil der Sozialmaßnahmen war die Möglichkeit Eisenbahnerkinder im Sommer in die betriebseigenen Ferienlager zu verschicken.
- Rbd Haus und Rba Güstrow besaß ein Ferienlager in Plau am See.
- Das Rba Wittenberge hatte sein Ferienlager in Bad Stuer am Plauer See.
- In Kühlungsborn West befand sich des Ferienlager des Rba Rostock.
- Ein betriebseigener Kindergarten wurde am Mittelweg, nahe dem ehem. KIB-Vorwärts, gebaut.

## Automatisierte Rangierbahnhöfe der Direktion (1970 bis 1994)
- Rostock-Seehafen, 32 Richtungsgleise, 4 Staffeln BGB-FEW 10,2 m, 32 FEW-RGB, 32 FEW-DKB, 32 FEW-GB
- Bad Kleinen, 12 Richtungsgleise, 1 Staffel EDG 20 m, DKB-Staffeln als RGB, GGB in DKB-Ausführung
- Hagenow Land, 10 Richtungsgleise, 1 Staffel EDG 20 m, 10 EDG-RGB 10 m
- Neustadt Dosse, 10 Richtungsgleise, 1 Staffel EDG, 10 EDG-RGB 10m